# اگرباری
اگرباری (به لاتین: Agharbari) یک منطقهٔ مسکونی در بنگلادش است که در استان باریسال واقع شده‌است.